# Thorleif Svendsen
Thorleif Svendsen (7 giugno 1910 – 21 settembre 1975) è stato un calciatore norvegese, di ruolo attaccante.

## Carriera

### Club
Svendsen vestì la maglia del Kvik Halden.

### Nazionale
Disputò 3 partite per la Norvegia, con 2 reti all'attivo. Esordì l'8 giugno 1934, segnando anche una rete nella vittoria per 4-0 contro una selezione amatoriale austriaca.